# Montcada (Horta Nord)
Montcada (oficialment Montcada/Moncada, en castellà: Moncada; també conegut com a Montcada de l'Horta) és un municipi del País Valencià que es troba a la comarca de l'Horta Nord.

## Geografia
El relleu del terme municipal està format per una plana quaternària sobre la qual s'eleven suaument en les parts nord i oest del terme algunes llomes terciàries, prolongació de la Serra Calderona, i que arriben a la seua màxima altura en el Tos Pelat (92 m), un tossal situat en el límit entre els termes de Bétera, València i Montcada. Les llomes es perllonguen fins al mateix nucli urbà, que ja ha començat a ocupar la lloma de Santa Bàrbara.
El barranc de Carraixet penetra pel nord-oest del terme municipal i el travessa transversalment per a eixir-ne pel sud-est, al costat d'Alfara del Patriarca.

### Nuclis
- Montcada
- Les Casetes de Badia
- Les Masies de Montcada
- Sant Isidre de Benaixeve (vegeu els articles de Benaixeve i Sant Antoni de Benaixeve)

### Límits
Limita amb Albalat dels Sorells, Foios, Museros, Alfara del Patriarca i la pedania valenciana de Massarrojos, amb els quals forma una conurbació (a la mateixa comarca de l'Horta Nord); i amb Nàquera i Bétera (al Camp de Túria).

### Accés
Per carretera, es pot accedir a Montcada des de València per la CV-315 o Camí de Montcada, que travessa la ciutat per a enllaçar amb l'autovia A-7 (eixida 488) uns pocs quilòmetres després de fregar el nucli de Sant Isidre. També s'hi pot arribar per la CV-304 des de Vinalesa o la CV-308 des de Massarrojos i Rocafort.
Montcada compta amb tres estacions de la Línia 1 de Metro de València que comunica el municipi amb el centre de la ciutat. Són les estacions de Montcada-Alfara, Seminari-CEU i Masies (al nucli del mateix nom).

## Història
Al seu terme s'han trobat restes ibèriques al Poblat ibèric emmurallat del Tos Pelat, i d'època romana (Les Paretetes dels Moros i La Partida del Pouatxo, on es va rescatar un important mosaic).
Alqueria musulmana proveïda d'una torre islàmica que, segons el Llibre dels Feyts, era una de les millors de l'horta de València. L'alqueria fou donada pel rei conqueridor a Pere de Montcada. Una altra família afavorida pel rei en Jaume amb donacions a Montcada, foren els Alpicat. Posteriorment, va tornar a formar part del patrimoni de la Corona que, el 1246, va permutar-la a l'orde del Temple per l'alqueria de Russafa. El 1248, el comanador dels templers li atorgà la carta de poblament. Poc després, es va crear la Batlia de Montcada, que passà a ser propietat de l'orde de Montesa a començaments del segle xiv. La Batlia incloïa inicialment els llocs de Carpesa, Borbotó i Massarrojos, als quals, més tard, es varen afegir Benifaraig, Rocafort i Godella (Rocafort s'independitzà a mitjan segle xvi, Godella el 1625 i la resta dels llocs el 1750, en extingir-se el càrrec de Batle de Montcada).

## Demografia
| any  | habitants |
| ---- | --------- |
| 1900 | 3.589     |
| 1910 | 4.356     |
| 1920 | 4.414     |
| 1930 | 5.181     |
| 1940 | 5.884     |
| 1950 | 7.279     |
| 1960 | 8.667     |
| 1970 | 13.663    |
| 1981 | 16.934    |
| 1991 | 18.073    |
| 2000 | 18.602    |
| 2005 | 20.581    |
| 2007 | 21.109    |
| 2022 | 21.913    |

## Política i govern

### Composició de la Corporació Municipal
El Ple de l'Ajuntament està format per 21 regidors. En les eleccions municipals de 26 de maig de 2019 foren elegits 9 regidors del Partit Socialista del País Valencià (PSPV-PSOE), 4 del Partit Popular (PP), 3 de Compromís per Montcada (Compromís), 3 de Ciutadans - Partit de la Ciutadania (Cs) i 2 de Vox.
| Eleccions municipals de 26 de maig de 2019 - Montcada |                                          |                                     |                                     |         |          |          |
| Candidatura | Candidatura                              | Candidatura                         | Cap de llista                       | Vots    | Vots     | Regidors |
| | Partit Socialista del País Valencià-PSOE |                                     | Maria Amparo Orts Albiach           | 3.737   | 35,75%   | 9 (+4)   |
| | Partit Popular                           |                                     | Miguel Gallego Blanca               | 1.611   | 15,41%   | 4 (-2)   |
| | Compromís per Montcada                   |                                     | Josep Esplà Albiach                 | 1.490   | 14,26%   | 3 (-1)   |
| | Ciutadans - Partit de la Ciutadania      |                                     | Jesús Gimeno Alcañiz                | 1.341   | 12,83%   | 3 (+1)   |
| | Vox                                      |                                     | Elena Carrasco Rubio                | 869     | 8,31%    | 2 (+2)   |
| | Altres candidatures                      |                                     |                                     | 1.317   | 12,60%   | 0 ( -4)  |
| | Vots en blanc                            |                                     |                                     | 87      | 0,83%    |          |
| Total vots vàlids i regidors | Total vots vàlids i regidors             | Total vots vàlids i regidors        | Total vots vàlids i regidors        | 10.452  | 100 %    | 21       |
| | Vots nuls                                | Vots nuls                           | Vots nuls                           | 85      | 0,81%    |          |
| Participació (vots vàlids més nuls) | Participació (vots vàlids més nuls)      | Participació (vots vàlids més nuls) | Participació (vots vàlids més nuls) | 10.537  | 63,79%** |          |
| Abstenció | Abstenció                                | Abstenció                           | Abstenció                           | 5.982*  | 36,21%** |          |
| Total cens electoral | Total cens electoral                     | Total cens electoral                | Total cens electoral                | 16.519* | 100 %**  |          |
| Alcaldessa: Maria Amparo Orts Albiach (PSPV) (15/06/2019) Per ser la llista més votada, després de no haver obtingut majoria absoluta dels regidors (9 de PSPV) |                                          |                                     |                                     |         |          |          |
| Fonts: Ministeri de l'Interior, Junta Electoral de Zona de València, Periòdic Ara. (* No són vots sinó electors. ** Percentatge respecte del cens electoral.)   |                                          |                                     |                                     |         |          |          |

### Alcaldes
Des de 2015 l'alcaldessa de Montcada és Maria Amparo Orts Albiach del PSPV.
| Període                       | Alcalde o alcaldessa                           | Partit polític | Data de possessió     | Observacions                        |
| ----------------------------- | ---------------------------------------------- | -------------- | --------------------- | ----------------------------------- |
| 1979–1983                     | Leonardo Margareto Layunta                     | PSPV-PSOE      | 19/04/1979            | --                                  |
| 1983–1987                     | Leonardo Margareto Layunta                     | PSPV-PSOE      | 28/05/1983            | --                                  |
| 1987–1991                     | Leonardo Margareto Layunta                     | PSPV-PSOE      | 30/06/1987            | --                                  |
| 1991–1995                     | Leonardo Margareto Layunta                     | PSPV-PSOE      | 15/06/1991            | --                                  |
| 1995–1999                     | Leonardo Margareto Layunta                     | PSPV-PSOE      | 17/06/1995            | --                                  |
| 1999–2003                     | Juan José Medina Esteban Concha Andrés Sanchis | PP PSPV-PSOE   | 03/07/1999 09/07/2002 | Moció de censura PSPV+UV+Bloc-Verds |
| 2003–2007                     | Concha Andrés Sanchis                          | PSPV-PSOE      | 14/06/2003            | --                                  |
| 2007–2011                     | Juan José Medina Esteban                       | PP             | 16/06/2007            | --                                  |
| 2011–2015                     | Juan José Medina Esteban                       | PP             | 11/06/2011            | --                                  |
| 2015–2019                     | Amparo Orts Albiach                            | PSPV-PSOE      | 13/06/2015            | --                                  |
| 2019-2023                     | Amparo Orts Albiach                            | PSPV-PSOE      | 15/06/2019            | --                                  |
| Des de 2023                   | Amparo Orts Albiach                            | PSPV-PSOE      | 17/06/2023            | --                                  |
| Fonts: Generalitat Valenciana |                                                |                |                       |                                     |

### Alternativa Municipalista d'Unitat Popular de Montcada
Alternativa Municipalista d'Unitat Popular de Montcada (A.MUN Montcada) fou un col·lectiu polític assembleari, municipalista, anticapitalista, sobiranista i feminista de Montcada que es presentà com a agrupació d'electors a les eleccions municipals de 2015 que amb el 8'02% dels vots emesos va obtenir dos regidors, Ferran Cuadros i Carla Roca. En les eleccions municipals de 2019 va tornar-se a presentar sense obtenir representació, amb el 3,85% del vot.

## Monuments

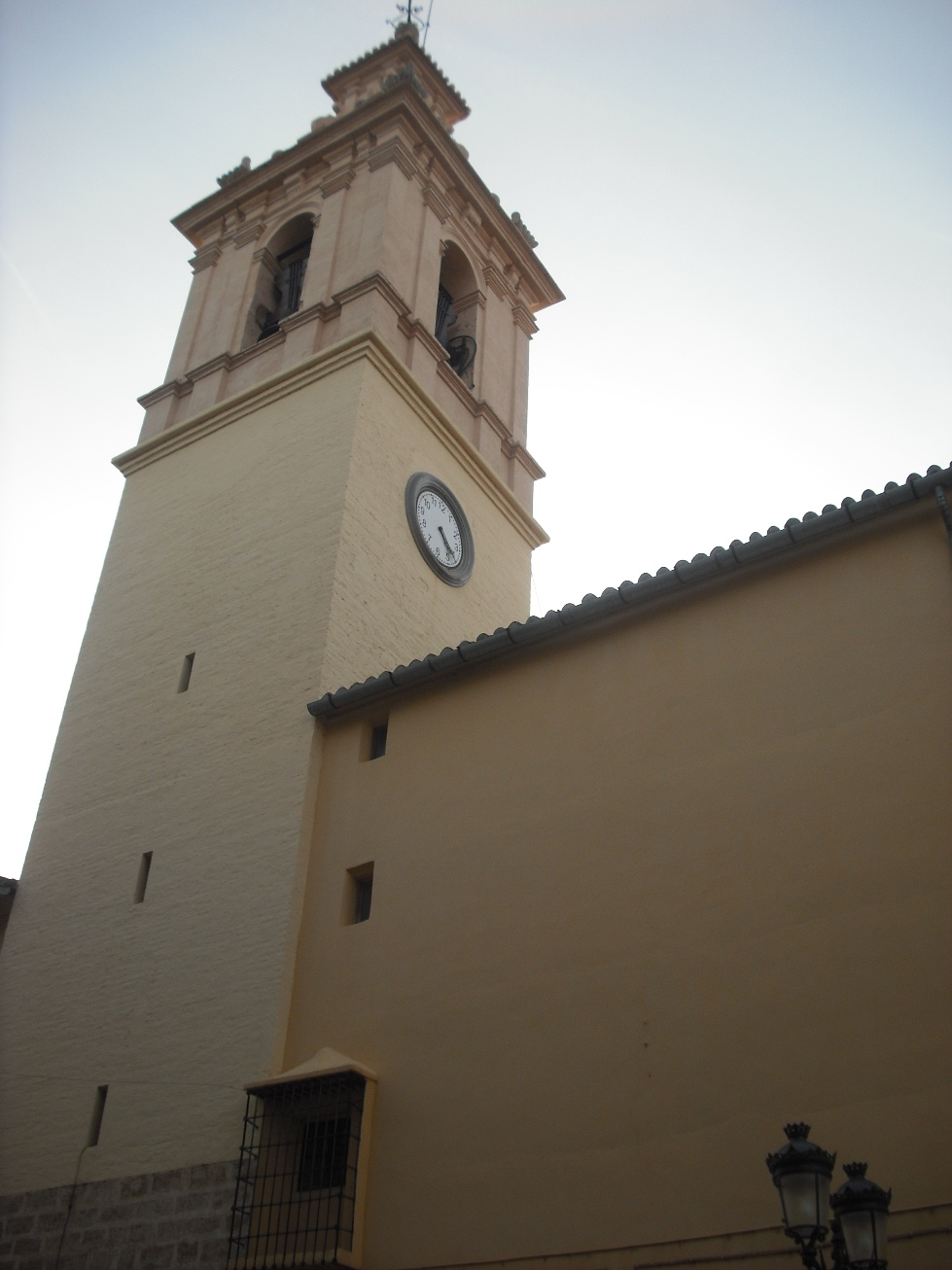
Campanar de l'església de Sant Jaume

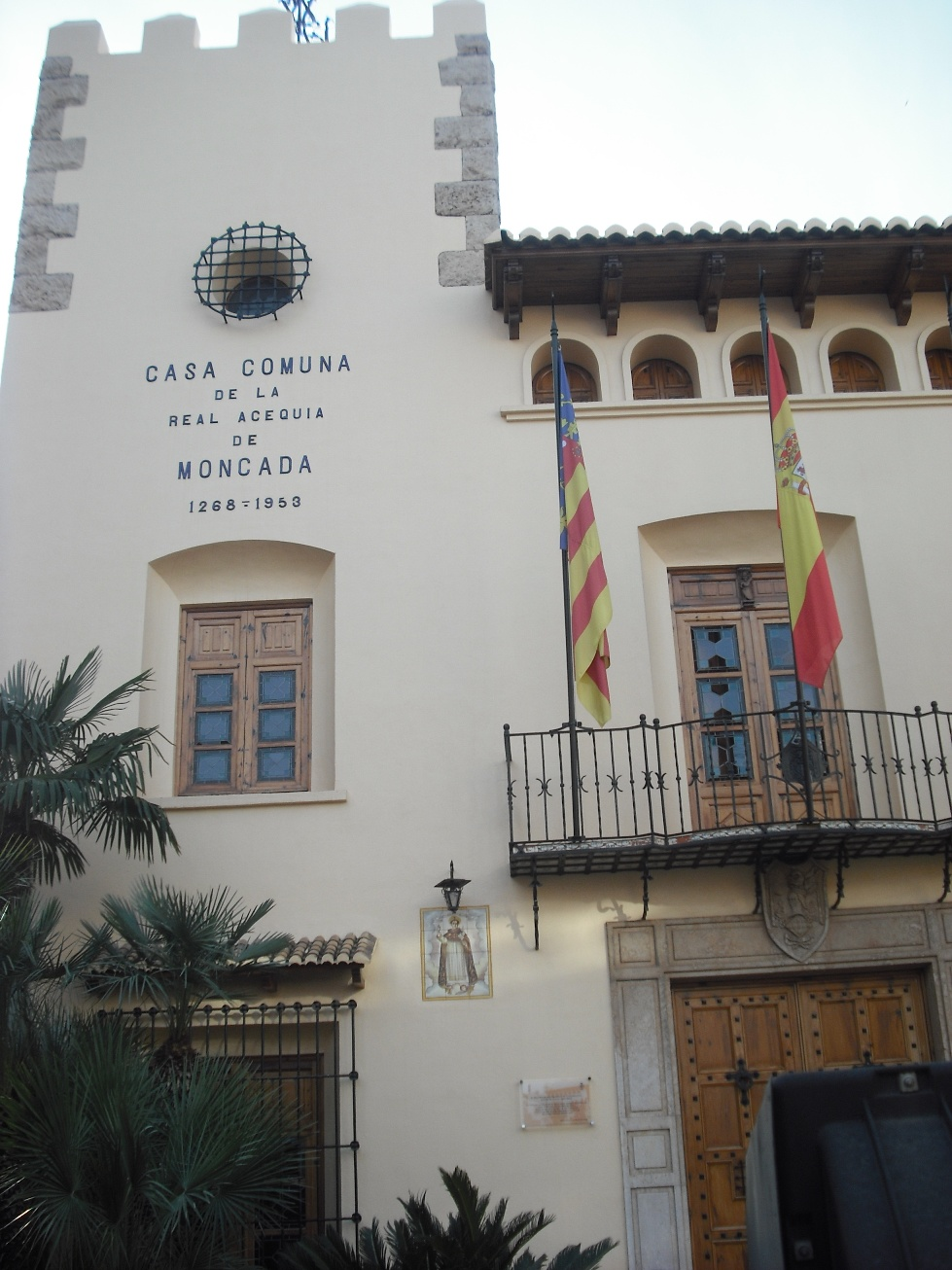
Façana de la Casa Comuna

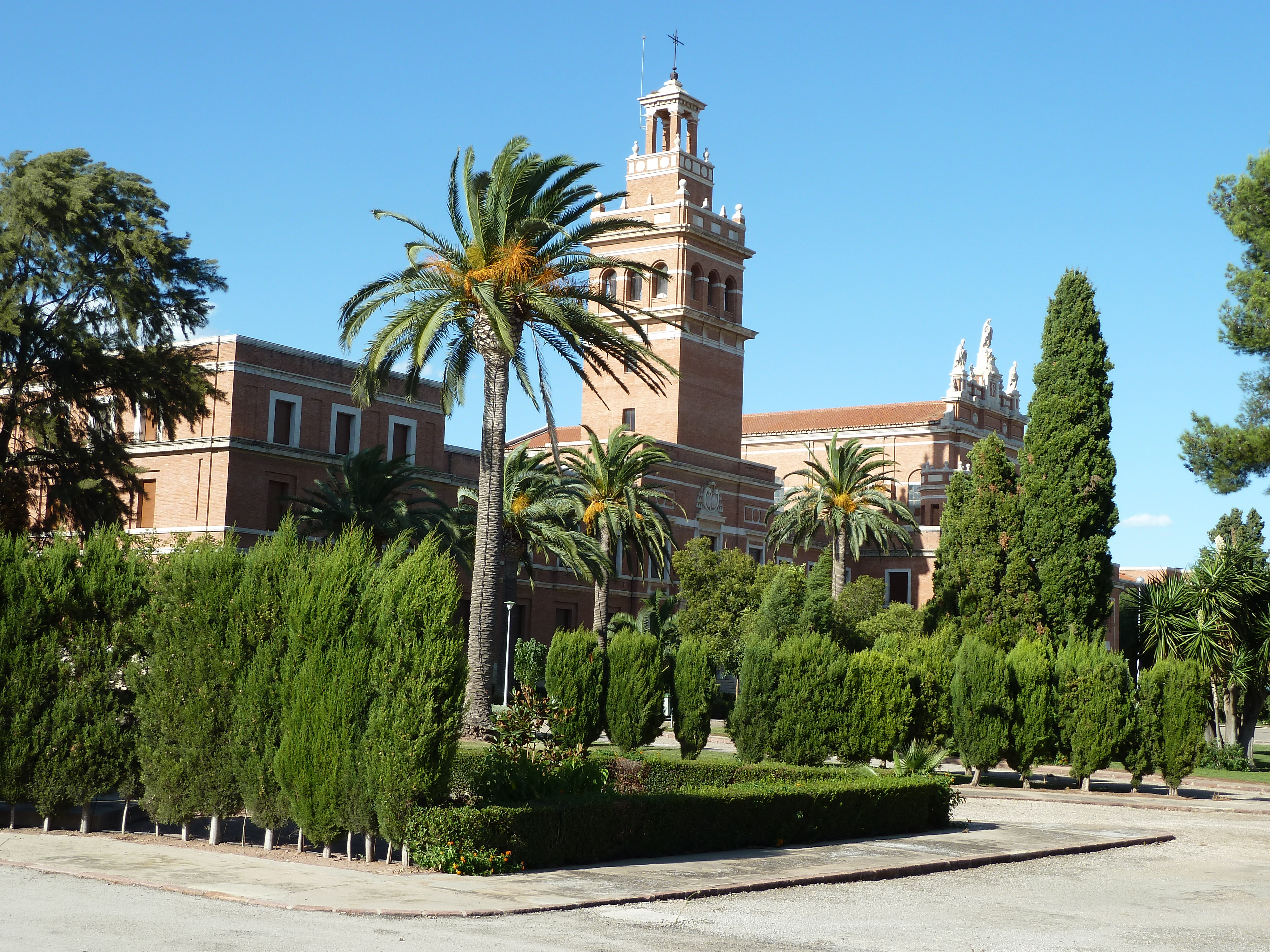
Seminari Metropolità de València

- Església de Sant Jaume.:[13] temple consagrat el 1696. És de planta rectangular i la seua decoració interior ha patit nombroses reformes, segons els estils i gustos predominants en cada etapa històrica.

- Ermita de Santa Bàrbara: construïda els primers anys del segle xviii, la qual està dedicada a la seua Patrona Santa Bàrbara, damunt d'una altra anterior de proporcions més reduïdes, dedicada a Sant Ponç.
- Convent de les Germanes Franciscanes de la Immaculada.[14]
- Seminari Metropolità de València: situat entre la ciutat i el barranc de Carraixet.

- Casa de la Comuna dels regants de la Séquia Reial de Montcada: guarda documentació històrica important.
- Museu Arqueològic Municipal: museu dedicat a la història local, hereu de l'antic museu etnogràfic.

## Llocs d'interés
- El Tos Pelat. Tossal xicotet on trobem importants restes arqueològiques iberes.

- Séquia Reial de Montcada. Infraestructura hidràulica que creua el terme municipal.

## Festes i celebracions
- Festes patronals. Comencen el dia 1 de setembre i acaben el dia 10 amb la festivitat del patró Sant Jaume Apòstol. En elles es festegen a diferents sants com Sant Lluís, la Verge d'Agost, la Immaculada, la Mare de Déu dels Desemparats i Santa Bàrbara, la patrona.

- Porrat de Santa Bàrbara. Té lloc el dia 4 de desembre, dia en què el poble de Montcada festeja la seua patrona Santa Bàrbara. El dia de Santa Bàrbara als voltants de l'ermita dedicada a ella es munta la tradicional fira del porrat, en la qual es poden comprar les coses típiques com anous, torrons, porrat...; també es fa la romeria cap a l'ermita amb la imatge de Santa Bàrbara i en l'ermita se celebra la solemne missa en el seu honor. És típic pujar a l'ermita per a besar la relíquia de Santa Bàrbara, que consistix en un tros de falange d'un dit de la màrtir.

## Esports
Al poliesportiu de la Pelosa es troba la Ciutat de la Pilota, un complex esportiu dedicat a la Pilota valenciana innovador en diversos aspectes i que el 2010 va acollir la gala inaugural del campionat Europilota 2010 i diversos enfrontaments entre les seleccions esportives participants en l'esdeveniment.

## Fills il·lustres
- Núria Roca Granell (Montcada, 1972) és una presentadora de televisió.
- Miguel Tendillo Belenguer, conegut com a Tendillo (Montcada, 1961), era un futbolista que jugava de defensa central, arribant a ser internacional per Espanya.
- Manuel Molins i Casaña (Montcada, 1946) és un dramaturg.
- Vicente Iborra de la Fuente (Montcada, 1988) és un futbolista format al planter del Llevant U.E.